# Elange
Elange (deutsch: Ellingen, lothringisch: Eeléngen und Ielénge) ist ein Ortsteil von Thionville, im Département Moselle in der Region Lothringen.

## Geschichte
Weitere Schreibweisen lauteten: Elenga (1306), Helledange (1322), Heledange (1426), Ellingen (1681), Ellange (1697), Elange (1793), Helange (1801), Elingen (1871–1918).

1811–1966 wurde Elange nach Veymerange eingemeindet.

### Bevölkerungsentwicklung
| Jahr      | 1793 | 1800 | 1806 |
| Einwohner | 136  | 120  | 144  |

## Sehenswürdigkeiten
- Kapelle St-Isidore